# Fatir
Fatir (Il Creatore) è la trentacinquesima Sura del Corano, una sura meccana composta da 45 versetti. Il titolo "Fatir" deriva dal termine arabo che significa "Il Creatore" o "Colui che Origina", riflettendo uno dei principali temi della sura: la potenza creativa e la sovranità di Allah. La sura esplora temi legati alla creazione, alla guida divina, al giudizio e alle conseguenze dell'incredulità.

## Contenuto

### Introduzione e Lode a Allah
Versetti 1-5: La sura inizia con una lode a Allah, il Creatore dei cieli e della terra, che ha fatto degli angeli dei messaggeri con due, tre o quattro ali. Si sottolinea il potere di Allah di fare ciò che vuole e si esorta l'umanità a riflettere sui segni della Sua creazione.

### Prove della Potenza Creativa di Allah
Versetti 6-14: Vengono presentate varie manifestazioni della potenza creativa di Allah, come la creazione degli esseri umani, la vita e la morte, l'alternanza del giorno e della notte, e il ciclo dell'acqua. Si sottolinea che solo Allah merita l'adorazione e che gli idoli adorati dagli increduli non hanno alcun potere.

### Guida e Profezia
Versetti 15-26: Si afferma la dipendenza degli esseri umani da Allah e si sottolinea che la guida divina è un dono. Viene ribadita la missione dei profeti, inviati come portatori di buone notizie e ammonimenti. La sura affronta anche l'ostilità degli increduli verso i profeti e la verità della risurrezione.

### Conseguenze dell'Incredulità e Ricompensa dei Giusti
Versetti 27-37: Viene descritta la differenza tra coloro che credono e fanno il bene e coloro che sono ingiusti e increduli. I giusti riceveranno una ricompensa eterna nei giardini del Paradiso, mentre gli ingiusti subiranno la punizione nel Fuoco. Si evidenzia l'importanza di imparare dalle lezioni del passato e di seguire la guida divina.

### Invito alla Riflessione
Versetti 38-45: La sura conclude con un invito alla riflessione sulla creazione e sulla misericordia di Allah. Si esorta l'umanità a pentirsi e a cercare il perdono divino, sottolineando che Allah è consapevole di tutto ciò che accade e che concede il tempo necessario per il pentimento.

## Analisi
La Sura Fatir è significativa per il suo richiamo alla potenza e alla sovranità di Allah come Creatore. Attraverso la descrizione delle meraviglie della creazione, la sura invita i credenti a riconoscere la grandezza di Allah e a riflettere sui segni della Sua esistenza e potenza.
La sura sottolinea anche l'importanza della guida divina e della missione dei profeti, esortando i credenti a seguire la retta via e a imparare dalle lezioni del passato. Le conseguenze dell'incredulità e dell'ingiustizia sono descritte in modo chiaro, con un forte richiamo al pentimento e alla ricerca del perdono divino.
In sintesi, la Sura Fatir offre una riflessione profonda sulla creazione, la guida divina e le conseguenze delle azioni umane, fungendo da guida e ammonimento per i credenti nel loro cammino spirituale.